# 贝尔韦加尔
贝尔韦加尔，是西班牙阿拉贡自治区韦斯卡省的一个市镇。总面积49平方公里，总人口460人（2001年），人口密度9人/平方公里。